# Jean Hersholt
Jean Hersholt (12. července 1886 Kodaň – 2. června 1956 Los Angeles) byl dánský herec a manažer, který se usadil ve Spojených státech amerických. Hrál jak ve filmech, tak v rozhlasových pořadech. Proslavil se především rozhlasovým pořadem Dr. Christian a úlohou dědečka Shirley Temple ve snímku Heidi, děvčátko z hor. Dvakrát získal čestné filmové ocenění Oscar.
Zemřel na rakovinu a pohřben je na hřbitově v parku Forest Lawn v Glendale.